# Tinea chlorospora
Tinea chlorospora is een vlinder uit de familie van de echte motten (Tineidae). De wetenschappelijke naam van de soort werd in 1924 gepubliceerd door Edward Meyrick.